# Geto Boys
Geto Boys er en rapgruppe fra Houston, Texas. Gruppen består af Scarface, Willie D og Bushwick Bill.

## Discografi
- Making Trouble (1988)
- Grip It! On That Other Level (1989)
- The Geto Boys (1990)
- We Can't Be Stopped (1991)
- Till Death Do Us Part (1993)
- The Resurrection (1996)
- Da Good da Bad & da Ugly (1998)
- The Foundation (2005)